# Kompania pirotechniczna
Kompania specjalna, utworzona w 1966 w Nadwiślańskiej Brygadzie MSW im. Czwartaków AL, do rozpoznania i zabezpieczania pirotechnicznego i radiologicznego obiektów rządowych i obiektów specjalnych w Warszawie oraz na terenie kraju, w ramach działań ochronnych realizowanych przez Brygadę. 

## Historia
W pionie szefa służby inżynieryjnej NB MSW im. Czwartaków AL, została utworzona kompania pirotechniczna w składzie; pluton pirotechniczny - trzy drużyny specjalistów rozpoznania pirotechnicznego i drużyna psów służbowych, wyszkolonych do wykrywania materiałów wybuchowych. Działania rozpoznawcze prowadzone były wspólnie z BOR, które odpowiadało za wytypowanie i zapewnienie dostępu do wszystkich obiektów rządowych i specjalnych podlegających rozpoznaniu pirotechnicznemu.
Kadrę zawodową kompanii pirotechnicznej stanowili oficerowie i podoficerowie po uczelniach wojskowych MON, o kierunku wojsk inżynieryjnych, szeregowi żołnierze byli selekcjonowani z poboru z uwzględnieniem kryteriów zawodowych. Zorganizowanie kompanii pirotechnicznej było rozwiązaniem nie spotykanym w ówczesnych strukturach zadaniowych wojska, milicji czy służb specjalnych. Opracowano i wdrożono metody szkolenia, oraz zasady wykonywania rozpoznania pirotechnicznego radiologicznego.
Drużyna psów służbowych posiadała własny ośrodek hodowli psów, ich tresury oraz szkolenia bojowego. Tresurę i szkolenie psów prowadzono w oparciu o własną myśli szkoleniową i zdobywanych doświadczeń wynikającej z rodzaju pełnionej służby.

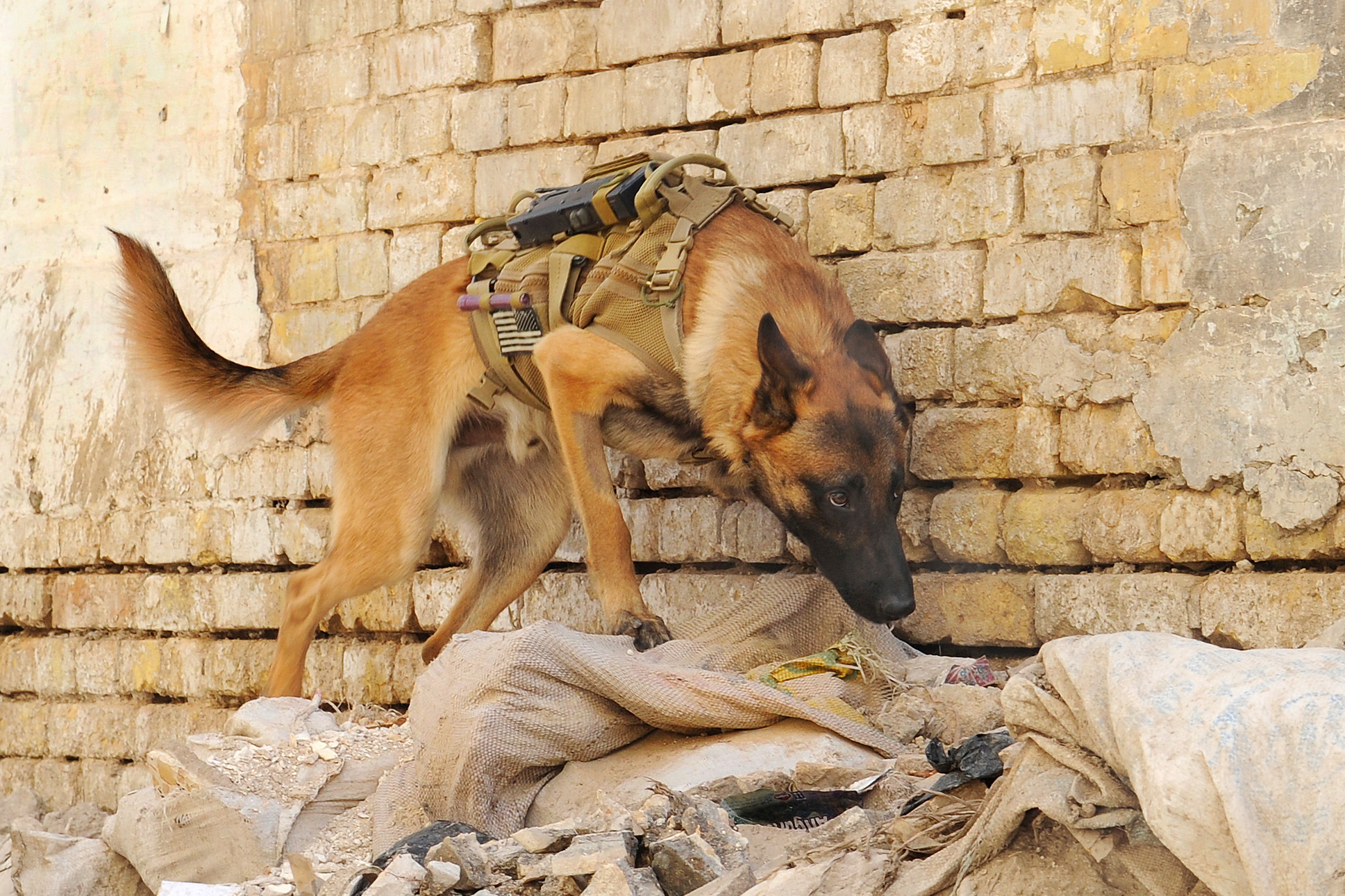
Pies w czasie wykrywania ładunków wybuchowych

Kompania była wyposażona w niezbędny podręczny sprzęt rozpoznania pirotechnicznego, mini laboratoria chemiczne do identyfikacji materiałów wybuchowych i środki transportu na bazie samochodów Nysa. Kompania wykonywała rocznie kilkaset sprawdzeń pirotechnicznych obiektów rządowych i specjalnych w Warszawie i kraju. Prowadzono też rozpoznanie pirotechniczne – sprawdzanie – lotnisk, samolotów, tras przejazdów, samochodów, czy obiektów wypoczynkowych URM.
Po zmianie ustrojowej oraz narastającej skali terroryzmu światowego, na początku lat 90 XX w. dowództwo NJW MSW w oparciu o zasoby i doświadczenie kompanii rozpoznania pirotechnicznego, podjęło decyzję o utworzeniu specjalistycznego, złożonego z żołnierzy zawodowych i specjalistów neutralizacji ładunków wybuchowych, Zespołu Likwidacji Zagrożeń Bombowych. Przeprowadzono specjalistyczne szkolenia w kraju i Stanach Zjednoczonych, i w 1994 zespół osiągnął zdolność do prowadzenia działań zgodnie z procedurami przyjętymi w krajach NATO.
Po likwidacji  NJW MSW, pododdziały pirotechniczne zostały włączone do BOR a następnie do SOP.